# Хёнигсвальд, Рихард
Рихард Хёнигсвальд (нем. Richard Hönigswald; 18 июля 1875, Альтенбург — 11 июня 1947, Нью-Хевен, Коннектикут) — немецкий и американский философ

, представитель неокантианства.

## Биография
Рихард вырос в еврейской семье в венгерском Альтенбурге. В 1892 году окончил с отличием гимназию в Рабе (Дьёр). Изучал философию у Риля в Галле и у Мейнонга в Граце. Стал доктором медицинских наук в 1902 году в Вене, а в 1904 году — доктор философии в Галле. 7 ноября 1904 года был крещен по протестантской веры. В 1906 году габилитируется в Бреслау. С 1930 по 1933 работает профессором в Мюнхене.
25 мая 1914 года он женился на Гертруде Грюнвальд. В 1915 году родился сын Генри (позднее лингвист Генри Хёнигсвальд).
3 октября 1921 года Гертруда умерла. 15 октября 1930 года он женился на Хильде Бон.
16 апреля 1933 года он был уволен из университета, как еврей. В 1938 году он был лишен звания доктора философии и в этом же году был арестован и помещен в концлагерь в Дахау. Был освобожден только после международных протестов. В марте 1939 он с женой, сыном и дочерью с помощью швейцарского промышленника Гвидо Дженни эмигрировал в Соединенные Штаты. В 1941 году — получил американское гражданство.

## Философия
По Хёнигсвальду, философия — это анализ предметности. Он придавал большее значение религиозной вере в системе философии. По его мнению религиозная вера выражает форму овладения миром, заложенную в самом субъекте («монаде»). Монада, обладая такими основными функциями, как полнота осуществления и язык, является одновременно фактом и принципом. Свою философию Хёнигсвальд называл «психологией мышления» считая, что надо начинать с анализа практически проживаемого сознания, находящегося в конкретной культуре и конкретном человеческом обществе. То есть познание есть фактичный, связанный с переживанием процесс: «знание есть осознанность переживания во всех его компонентах».
Его философское учение о языке повлияло на философию языка и фонетику Э.Цвирнера и Э.Кошмидера, а педагогические идеи, содержащиеся в его философии оказали влияние на Б.Бауха, М.Лёви, А.Петцельт и Т.Литта.

## Сочинения
- Prinzipienfragen der Denkpsychologie, 1913;
- Die Philosophic des Altertums, 1917;
- Die Grundfragen der Denkpsychologie, 1921;
- Ober die Grundfragen der Padagogik, 1918;
- Grundfragen der Erkenntnistheorie, 1931;
- Geschichte der Erkenntnistheorie, 1933;
- Philosophie und Sprache, 1937;
- Vom erkenntnistheoretischen Gehalt alter Schopfungserzahlungen, 1957;
- Analysen und Probleme, 1959;
- Wissenschaft und Kunst, 1961;
- Abstraktion und Analysis, 1961;
- Schriften aus dem Nachlass, 1957—1968, Bd. 1-Х; Die Systematik der Philosophie, 1976.